# Saint-Jory-las-Bloux

Saint-Jory-las-Bloux este o comună în departamentul Dordogne din sud-vestul Franței. În 2009 avea o populație de 255 de locuitori.

## Evoluția populației
| An        | 1975 | 1982 | 1990 | 1999 | 2006 | 2009 |
| --------- | ---- | ---- | ---- | ---- | ---- | ---- |
| Populație | 229  | 251  | 241  | 237  | 246  | 255  |